# 蝸桿傳動

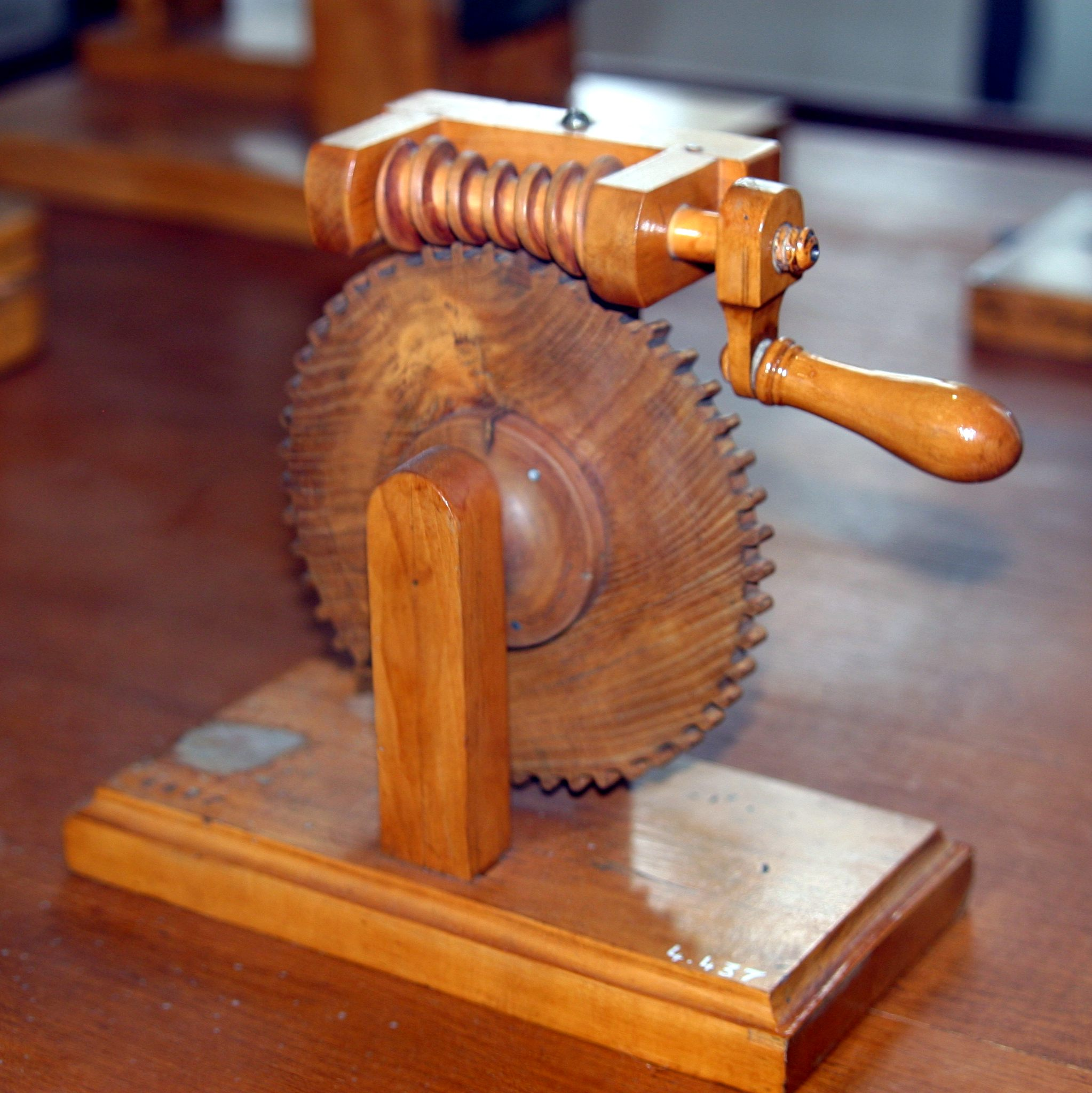
蝸輪和蝸桿

蝸桿傳動（worm drive）是由蝸輪（worm gear，旁邊有螺紋的齒輪）和蝸桿（worm，桿狀有螺紋的構件）組合而成的轮系。有時也會將蝸輪和蝸桿稱為worm wheel及worm screw。有時蝸杆會指蝸桿本身，有時會指整個轮系，蝸輪也有類似的情形。
蝸桿傳動和其他齒輪減速機類似，也會可以降低轉速或是產生較大的力矩。蝸桿傳動應用了简单机械中的螺旋。
蝸桿傳動可能是由希臘的阿尔库塔斯、阿波罗尼奥斯或阿基米德所發明，由阿基米德發明的可能性最高。後來在13世紀到14世紀時，印度次大陸的德里蘇丹國時期，也有將蝸桿傳動用在軋棉機上。

## 說明

蝸輪和四線蝸桿

由蝸桿和蝸輪組成的傳動機構其尺寸會比平面齿轮組成的機構要小很多，而且輸入軸和輸出軸會互相垂直。若是單線蝸桿，蝸桿旋轉360度，蝸輪只會前進一格。因此不管蝸桿的大小如何（先不考慮實際的工程限制），減速比為蝸輪齒數:1。假設單線蝸桿配合20齒的蝸輪，其減速比為20:1。若是齒輪組成的傳動機構，12齒的小齒輪要配合240齒的大齒輪才會有20:1的減速。因此若齒輪的徑節（DP）不變，考慮240齒的大齒輪和20齒的蝸輪體積差異，蝸桿傳動機構會比齿轮傳動機構要小很多。

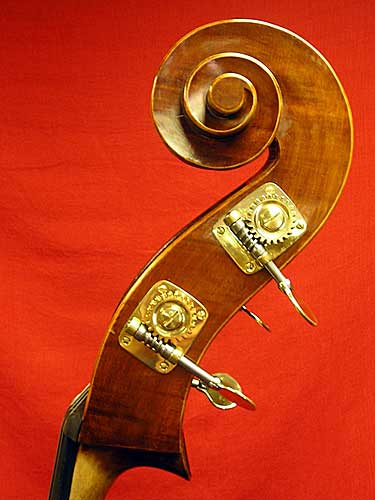
低音提琴的調音也是透過蝸桿來進行

## 製造
蝸輪會先粗加工得到大致的齒形，再滾齒到最終的尺寸。

## 腳註
1. ↑  Witold Rybczynski, One good turn : a natural history of the screwdriver and the screw. London, 2000. Page 139.
2. ↑  Irfan Habib, Economic History of Medieval India, 1200–1500, page 53 （页面存档备份，存于）, Pearson Education
3. ↑  Oberg 1920，第213–214頁.

## 外部連結
- Kinematic Models for Design Digital Library (KMODDL) （页面存档备份，存于）
 Movies and photos of hundreds of working mechanical-systems models at Cornell University. Also includes an e-book library （页面存档备份，存于） of classic texts on mechanical design and engineering.
- Formulae & Calculations for Worm Drive （页面存档备份，存于）